# Autoamerican
Autoamerican je páté studiové album americké New Wave skupiny Blondie.

## Seznam skladeb
1. "Europa" (Chris Stein) - 3:31
2. "Live It Up" (Chris Stein) - 4:09
3. "Here 's Looking At You" (Debbie Harry& Chris Stein) - 2:58
4. "The Tide Is High" (J. Holt) - 4:39
5. "Angels On The Balcony" (Laura Davis& Jimmy Destri) - 3:47
6. "Go Through It" (Debbie Harry& Chris Stein) - 2:40
7. "Do The Dark" (Jimmy Destri) - 3:51
8. "Rapture" (Chris Stein& Debbie Harry) - 6:30
9. "Faces" (Debbie Harry) - 3:51
10. "T-Birds" (Nigel Harrison& Debbie Harry) - 3:56
11. "Walk Like Me" (Jimmy Destri) - 3:44
12. "Follow Me" (Lerner& Loewe) - 3:01

## Sestava
- Deborah Harry – zpěv
- Chris Stein – kytara, tympány
- Jimmy Destri – piano, varhany, syntezátor, doprovodný zpěv
- Frank Infante – kytara, doprovodný zpěv
- Nigel Harrison – baskytara, doprovodný zpěv
- Clem Burke – bicí, doprovodný zpěv